# 赫爾頓鎮區 (北卡羅萊納州阿什縣)
赫爾頓鎮區（英語：Helton Township）是位於美國北卡羅萊納州阿什縣的一個鎮區。

## 地方資料
赫爾頓鎮區的面積為52.31平方千米，皆為陸地。根據2020年美國人口普查的數據，當地共有人口640人，而人口密度為每平方千米12.23人。